# Proud
Proud – debiutancki album studyjny Michaela Rose’a, jamajskiego wykonawcy muzyki reggae.
Płyta została wydana w roku 1990 przez japoński oddział wytwórni RCA Records, w Europie ukazała się natomiast nakładem brytyjskiego labelu BMG Records. Produkcją krążka zajął się sam wokalista we współpracy z Byronem Byrdem, Gota Yashiki'em i Noelem Browne'em.

## Lista utworów
1. "Mother & Child Reunion"
2. "Hot Pop"
3. "Buzz You"
4. "Promised Land"
5. "Richie The Rich"
6. "Eyes"
7. "Demonstration"
8. "Invasion"
9. "Just Do It"
10. "Proud"
11. "Don's Party"
12. "Africa Your Safe"
13. "Invasion Dub"